# Mechanický přenos výkonu
Termín mechanický přenos výkonu se používá k popisu konstrukce kolejového hnacího vozidla nezávislé trakce (dieselové lokomotivy, motorového vozu či jednotky, pracovního stroje, …) takového, u kterého je k přenosu výkonu prvotního motoru (obvykle vznětový motor) na kola vozidla využito jen čistě mechanických prvků.
Protože hlavním účelem jakéhokoliv přenosu výkonu je přizpůsobení kroutícího momentu prvotního motoru proměnné tažné síle, bývá jádrem takového přenosu obyčejná stupňová mechanická převodovka se soustavou ozubených kol, spojená s mechanickou spojkou či více spojkami, kloubovými hřídeli apod.
Mechanický přenos výkonu je tedy velmi podobný mechanickým pohonům užívaným u převládajících konstrukcí silničních motorových vozidel. Jeho použití je omezeno na vozidla nižších výkonů.  Použití u vozidla vysokého výkonu je neobvyklé (a krátkodobé), např. u turbínové lokomotivy TL 659.0.